# Philadelphia Union II
Il Philadelphia Union II è un club calcistico professionistico statunitense con sede a Filadelfia, in Pennsylvania. È la squadra riserve del Philadelphia Union.

## Storia
Il 27 ottobre del 2015 è stata annunciata la creazione di una squadra riserve del club, che avrebbe partecipato dalla stagione successiva alla USL Championship. In onore del Bethlehem Steel Football Club, la squadra ne riprese il nome. Nel 2019, tuttavia, il club ha subito un rebrand e ha cambiato nome in Philadelphia Union II, prima di abbandonare la lega a fine 2020. Il 6 dicembre 2021 viene annunciato che la squadra prenderà parte al nuovo campionato, la MLS Next Pro.

## Cronistoria
Di seguito la cronistoria del Philadelphia Union II.

## Società

### Organigramma societario
Di seguito l'organigramma del Philadelphia Union II aggiornato al 12 aprile 2021.
- Jay Sugarman - Proprietario
- Tim McDermott - Presidente
- Dave Debusschere - Vicepresidente esecutivo
- Doug Vosik - Responsabile area marketing
- Charlie Slonaker - Amministratore delegato

### Sponsor
Di seguito la cronologia degli sponsor tecnici del Philadelphia Union II.
- 2010- Adidas

## Allenatori e presidenti
Di seguito la cronologia dei presidenti del Philadelphia Union II.
- 2015-2016  Dave Rowan
- 2016-  Tim McDermott

Di seguito l'elenco cronologico degli allenatori del Philadelphia Union II.
- 2015-2020  Brendan Burke
 Sven Gartung (feb.-ago.)
- 2020-  Marlon Le Blanc